# بلطي طويل الفك
بلطي طويل الفك (الاسم العلمي:  Tristramella sacra) ، هو نوع من أنواع الأسماك البلطية التي كانت متوطنة في بحيرة طبريا في فلسطين. لم يتم توثيق وجود هذه الأسماك منذ عام 1990، على الرغم من عمليات البحث في كل من البحيرة والأسواق المحلية، ويعتبره الاتحاد الدولي لحفظ الطبيعة نوع أسماك منقرض. يمكن أن يصل هذا النوع من الأسماك إلى طول كلي يصل حتى حوالي 28 سـم (11 بوصة).
كانت هذه الأسماك تقوم بالسرء عند الأطراف الشمالية المستنقعية من البحيرة. جفت هذه الأطراف في عام 1991 ومرة أخرى في منتصف التسعينيات، مما أدى إلى تدمير موائل وأماكن تكاثر هذا النوع من الأسماك، وبالتالي؛ من الممكن أن هذا الأمر قد تسبب في اختفائه.
من الممكن أن مستويات المياه في بحيرة طبريا مهددة بالتناقص منذ بناء الناقل القطري الإسرائيلي في عام 1964، وقد يكون هذا التهديد قد زاد تأثيره منذ معاهدة السلام بين إسرائيل والأردن التي تمت في عام 1994، والتي بموجبها ألزمت إسرائيل بتزويد 50 مليون متر مكعب من المياه سنويًا من بحيرة طبريا إلى دولة الأردن.